# Perla Haney-Jardine
Perla Haney-Jardine (Rio de Janeiro, 17 juli 1997) is een in Brazilië geboren Amerikaans actrice van Venezolaanse afkomst. Ze werd in 2005 genomineerd voor een Saturn Award voor het spelen van B.B. Kiddo in haar film- en acteerdebuut Kill Bill: Vol. 2.
Haney-Jardine is de dochter van een Amerikaanse moeder en een Venezolaanse vader. De independant komedie Anywhere, USA werd geregisseerd door haar vader Chusy Haney-Jardine, geproduceerd door haar moeder Jennifer MacDonald en geschreven door haar beide ouders samen. Haar vader won voor zijn regie hiervan onder meer de juryprijs op het Sundance Film Festival 2008.

## Filmografie
- Once Upon a Time... in Hollywood (2019)
- Midnighters (2017)
- Steve Jobs (2015)
- Future Weather (2012)
- Genova (2008)
- Untraceable (2008)
- Anywhere, USA (2008)
- Spider-Man 3 (2007)
- Dark Water (2005)
- Kill Bill: Vol. 2 (2004)

- International Standard Name Identifier: 0000 0001 1995 6289
- Library of Congress Control Number: no2011072552
- MusicBrainz: b00f6e5f-5469-4ea6-8cca-c62486448416
- Virtual International Authority File: 170977361
- WorldCat: E39PBJrgD9dbHyQqr9j6t9Tfv3